# 动洞墙
動洞牆（Hole In The Wall）是上海文廣新聞傳媒集團新娛樂頻道購買日本富士電視臺節目《TUNNELS的託大家的福》版權制作的一檔娛樂節目，開播時節目主持為朱楨。該節目於2008年起在新娛樂頻道播出，2009年春節期間該節目精選新春特輯在東方衛視傍晚播出。2009年3月15日起，該節目每周日晚20點30分在東方衛視播出，藝人薛之謙加入主持隊伍。

## 遊戲規則
- 參賽者佩戴頭盔、護肘和護膝。在距離參賽者15米遠處，有一堵4米寬、2.3米高的牆。牆上擁有能使參賽者穿越的洞。比賽開始後參賽者才能看到牆上洞的形狀。他們要在幾秒鐘之內扭曲身體來穿越該洞。
- 穿越失敗則會落入身後的水池之中。
- 只有成功穿越牆上的洞之後團隊才能獲得積分。
- 比賽分為一人、兩人、三人三種。
- 在三人的比賽中出現多種新的玩法。比如兩名隊員蒙面、由第三名隊員指揮穿越，攜帶道具穿越等。

## 央视版本
央视版本名为墙来啦，在CCTV-1《正大综艺》播出。

## 國際版本
該節目的版權屬於日本FremantleMedia。目前已經有20多個國家的版本，包括美國、英國、澳大利亞等。
阿根廷：在阿根廷該節目名叫 El muro infernal（英文：The Infernal Wall）
澳大利亞：在 Nine Network 播放，節目名叫 Hole in the Wall
巴西：該節目在巴西叫作 De cara no muro（英文：Face First Against the Wall）
保加利亞：該節目與2008年7月18日在 Nova Television 上播出。節目名為“ Дупка в Стената ”
丹麥：在丹麥播出的節目叫 Hul i hovedet（英文：Hole In The Head）
愛沙尼亞：愛沙尼亞與2009年春季制作。在TV3上播放。節目叫 Auk Seinas 
芬蘭：芬蘭版本目前正在制作中，預計於2009年3月播出。節目名叫 Reikä seinässä 
德國：德語版叫作 Ab Durch die Wand（英文：Through The Wall）
香港：详见大咕窿条目。
印度尼西亞：印度尼西亞的版本在 POGO 播出。
意大利：在Mediaset的版本中，比基尼模特參與節目的遊戲。
立陶宛：TV3制作了立陶宛的版本。
馬來西亞：馬來西亞的版本叫作 "Bolos"（英文：Through）
墨西哥：墨西哥的版本叫作 "¡Aguas Con El Muro!"（英文：Beware of the wall!）
挪威：挪威制作的版本叫作 Ylvis møter veggen（英文：Ylvis meets the wall）
巴拉圭：巴拉圭的版本叫作 Paraguay is El muro（英文：The Wall）
菲律賓：菲律賓版本由Michael V. 和 Ogie Alcasid制作播出。
波蘭：波蘭版本由czwórka (tv4)制作播出。
俄羅斯：俄文版叫作 "Stenka na Stenku"（英文：Wall Against Wall）
韓國：該節目在娛樂節目 Jiwhaza 中播出。
西班牙：西班牙語的節目叫作 "El Muro Infernal"（英文：The Infernal Wall）
瑞典：瑞典版本與2009年9月十四日在TV6播出。該節目叫作 "Hål i väggen"（英文：Hole in the wall）
英國：BBC ONE的版本與2008年9月20日播出。
以色列：以色列的版本叫作"Rosh Bakir" (ראש בקיר，英文：Head in the wall)